# HMS Royal Charles (1673)
Lo HMS Royal Charles era un vascello di primo rango da 100 cannoni in servizio nella Royal Navy tra il 1673 e il 1690. Venne ricostruito una prima volta con il nome di Queen presso il cantiere navale di Woolwich, prestando servizio tra il 1693 e il 1702, e poi subì una seconda, più estesa, ricostruzione sempre a Woolvich tra il 1709 e il 1715 rientrando in servizio con il nome di Royal George. Nel 1756 fu rinominato Royal Anne prestando servizio dal 1756 al 1760 e poi come nave prigione dal 1761 al 1767, data della definitiva radiazione. Fu una delle sole tre navi della Royal Navy ad essere equipaggiata con il cannone navale Rupertinoe.

## Storia

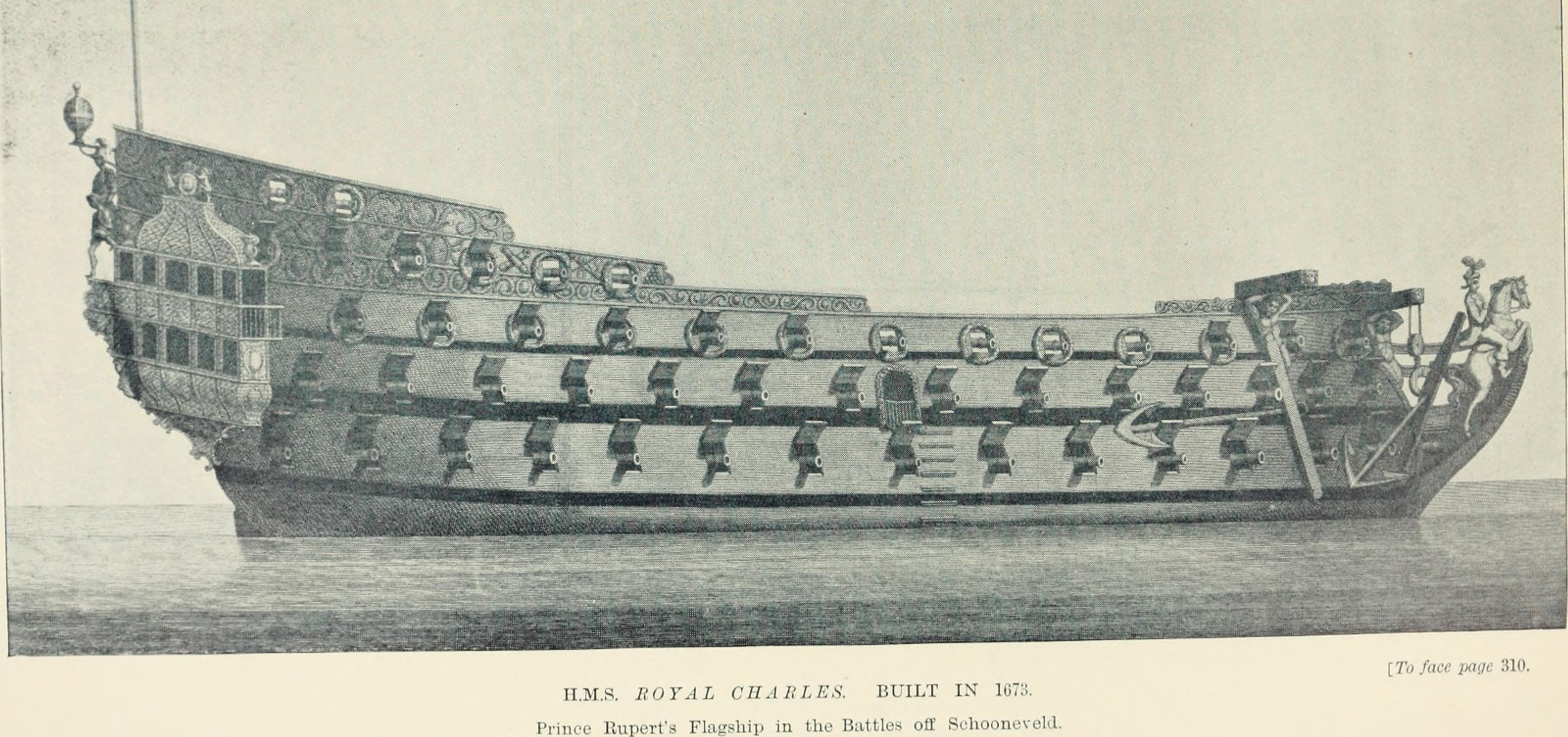
Stampa con la riproduzione del Royal Charles tratta da The Royal Navy - a History From the Earliest Times to the Present Vol.II di William Laird Clowes.

La costruzione del vascello di primo rango da 100 cannoni Royal Charles fu ordinata al cantiere navale di Portsmouth il 26 aprile 1671, su progetto di Sir Anthony Deane. La nave fu costruita sotto la direzione dello stesso Deane, venne varata nel marzo 1673 sotto la direzione del sostituto di Deane, maestro costruttore navale Daniel Furzer, ed entrò in servizio il 2 febbraio 1674, al comando del captain John Hayward, come nave di bandiera del contrammiraglio del rosso Sir John Chicheley. Fu poi al comando del captain Richard Haddock, divenendo nave ammiraglia del principe Ruperto del Palatinato, partecipando alla prima e seconda battaglia di Schooneveld (7 giugno e 14 giugno 1673), e alla battaglia di Texel (11 agosto 1673), tutte nell'ambito della terza guerra anglo-olandese. Durante la battaglia di Texel era nuovamente al comando del captain John Hayward che rimase ucciso nella battaglia. Il 14 agosto il contrammiraglio del blu John Holmes assunse il comando del Royal Charles, che il 29 dello stesso mese lo cedette al captain John Rogers. Nel 1678 divenne nave di bandiera del viceammiraglio John Kempthorne. Nel 1682 divenne nave guardiaporto a Portsmouth.

### La seconda ricostruzione
Il vascello fu ricostruito presso il cantiere navale di Woolwich tra il 1691 e il 1693 e ribattezzato Queen il 27 gennaio 1693. L'ordine di ricostruzione fu emesso il 16 marzo 1690, e la nave fu varata con il nome di Queen il 27 gennaio 1692, entrando in servizio il 12 febbraio 1693 al comando del captain John Every come nave di bandiera dell'ammiraglio John Berkeley. Il vascello risultava avere un dislocamento di 1 657 t bm, una lunghezza di 51,97 m al ponte di batteria, una larghezza di 14,50 m e un pescaggio di 5,94 m. L'armamento era composto da 24 cannoni da 7 libbre, 28 colubrine, 30 semicolubrine, 12 cannoni Saker sul cassero di prua e 2 cannoni da 3 libbre su quello di poppa. L'equipaggio era formato da 750 uomini. Il costo totale dei lavori era stato di 27.707,2 sterline.
Tra il 3 giugno e il 25 agosto 1695 fu al comando del captain James Wishart. Dal 1698 al 1702 rimase in ordinaria.

### La terza ricostruzione

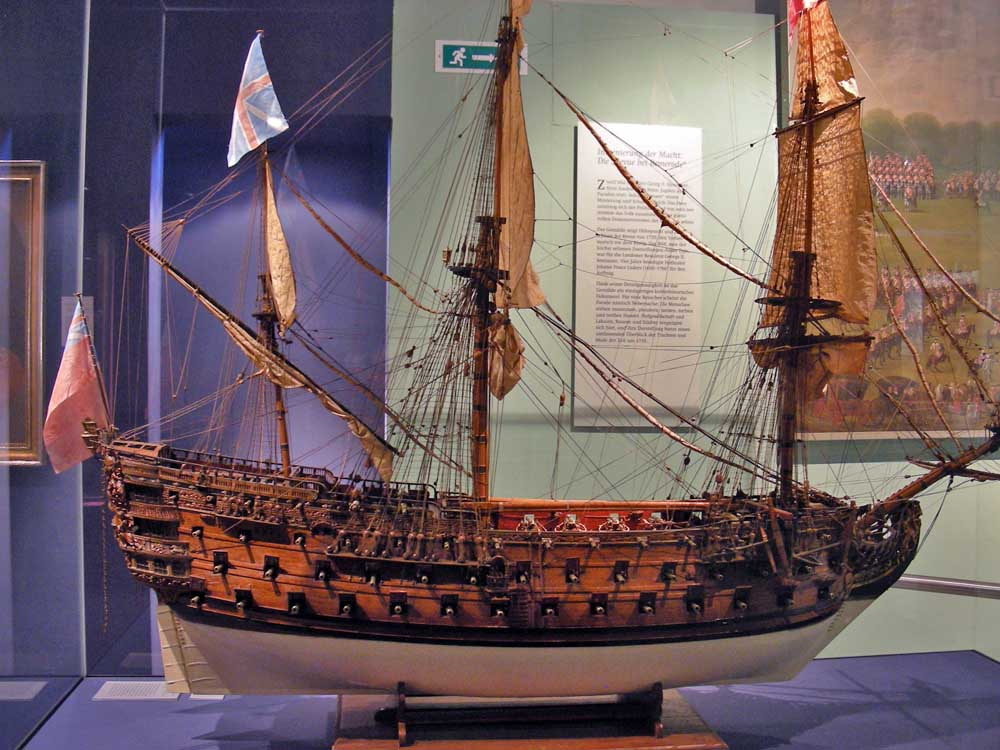
Modellino del Royal George esposto presso la collezione di modelli di Göttingen.

Il vascello fu completamente smantellato e ricostruito una seconda volta a Woolwich, sotto la direzione di John Hayward, partendo dalla chiglia. I lavori furono autorizzati il 28 agosto 1706, iniziarono il 3 maggio 1709,e l'unità ricevette il nome di Royal George il 9 settembre 1715, venendo varato il 30 dello stesso mese. Il vascello risultava avere un dislocamento di 1 801 t bm, una lunghezza di 52,35 m al ponte di batteria, una larghezza di 15,1 m e un pescaggio di 5,94 m. L'armamento era composto da 26 cannoni da 32 libbre sul ponte inferiore, 28 cannoni da 18 libbre sul ponte centrale, 28 cannoni da 9 libbre sul ponte superiore, 12 cannoni da 6 libbre sul cassero e 4 dello stesso calibro sul castello di prua. L'equipaggio era formato da 750 uomini. Il costo totale dei lavori era stato di 27 707,2 sterline. Dopo aver subito un primo ciclo di riparazioni nel 1735, completato nel 1737, la nave entrò in servizio il 2 febbraio 1740 al comando del captain Edward Falkingham, e l'anno successivo fece parte della squadra navale al comando di John Norris.
Tra l'agosto 1742 e il luglio 1745 il Royal George fu riadattato a nave di linea da 90 cannoni presso i Chatham Dockyard, rientrando in servizio come nave ammiraglia di Sir Edward Vernon ai Downs. Nel 1756 fu nuovamente ristrutturato a Porstmouth, al costo di 8 449 sterline, rientrando in servizio con il nuovo nome di Royal Anne. Durante la guerra dei sette anni partecipò al raid su Rochefort (settembre 1757) e al successivo raid su Saint-Malo (5-12 giugno 1758) sotto il comando di William Burnaby. Nel 1759 fece parte della flotta di Si Edward Hawke, ma l'anno successivo lasciò la squadra navale per rientrare in Gran Bretagna con difficoltà. Nel 1761 fu trasformata in nave prigione, venendo definitivamente radiata dal servizio il 10 marzo 1767, e subito venduto alla cifra di 767,4 sterline per essere smantellato.

### Annotazioni
1. ↑  Gli altri vascellii che ne furono dotati erano il Royal James e il Royal Oak.

### Fonti
1. 1 2 3 4 5 6 7 8 9  Tree Decks.
2. 1 2  Lavery 2003, p. 161.
3. 1 2 3 4 5 6 7  Tree Decks.
4. ↑  Endsor 2020, p. 9.
5. 1 2 3 4 5  Tree Decks.
6. 1 2  Lavery 2003, p. 165.
7. 1 2 3 4 5 6  Royal Museums Greenwich.